# Генкок (округ, Іллінойс)
Шаблон:StateAbbr_ 40°24′ пн. ш. 91°10′ зх. д. / 40.4° пн. ш. 91.17° зх. д.
Округ  Генкок (англ. Hancock County) — округ (графство) у штаті Іллінойс, США. Ідентифікатор округу 17067.

## Історія
Округ утворений 1825 року.

## Демографія
За даними перепису 
2000 року 
загальне населення округу становило 20121 осіб, зокрема міського населення було 5740, а сільського — 14381.
Серед мешканців округу чоловіків було 9762, а жінок — 10359. В окрузі було 8069 домогосподарств, 5606 родин, які мешкали в 8909 будинках.
Середній розмір родини становив 2,96.
Віковий розподіл населення поданий у таблиці:
| Стать    | До 15 років | 15-21 | 22-29 | 30-39 | 40-49 | 50-65 | 65-85 | Понад 85 |
| -------- | ----------- | ----- | ----- | ----- | ----- | ----- | ----- | -------- |
| Чоловіки | 2044        | 980   | 775   | 1270  | 1515  | 1677  | 1354  | 147      |
| Жінки    | 1929        | 887   | 761   | 1309  | 1542  | 1757  | 1793  | 381      |

## Суміжні округи
- Гендерсон — північний схід
- Макдоно — схід
- Скайлер — південний схід
- Адамс — південь
- Люїс, Міссурі — південний захід
- Кларк, Міссурі — захід
- Лі, Айова — північний захід

## Виноски
1. ↑  U.S. Decennial Census. United States Census Bureau. Архів оригіналу за 12 травня 2015. Процитовано 5 липня 2014.
2. ↑  Historical Census Browser. University of Virginia Library. Архів оригіналу за 11 серпня 2012. Процитовано 5 липня 2014.
3. ↑  Population of Counties by Decennial Census: 1900 to 1990. United States Census Bureau. Архів оригіналу за 24 квітня 2014. Процитовано 5 липня 2014.
4. ↑  Census 2000 PHC-T-4. Ranking Tables for Counties: 1990 and 2000 (PDF). United States Census Bureau. Архів оригіналу (PDF) за 18 грудня 2014. Процитовано 5 липня 2014.
5. ↑  State & County QuickFacts. United States Census Bureau. Архів оригіналу за 6 червня 2011. Процитовано 5 липня 2014.(англ.) Наведено за англійською вікіпедією.
6. ↑  American FactFinder. Бюро перепису населення США. Архів оригіналу за 21 травня 2008. Процитовано 31 січня 2008.

| США | Це незавершена стаття з географії США. Ви можете допомогти проєкту, виправивши або дописавши її. |